# Grindu (Tulcea megye)
Grindu község Tulcea megyében, Dobrudzsában, Romániában.

## Fekvése
A település az ország délkeleti részén található, a megyeszékhelytől, Tulcsától nyolcvan kilométerre északnyugatra, a Duna jobb partján.

## Története
1965 előtti neve neve Pisica (magyarul: macska). A települést az 1750-es években Moldovából érkező románok alapították.

## Lakossága
A nemzetiségi megoszlás a következő:
| 2002     | 2002 | 2002    |
| -------- | ---- | ------- |
| Románok  | 1582 | 100,00% |
| Összesen | 1582 | 100,0%  |

## Látnivalók
- Cotul Pisicii - a Duna egyik éles kanyarulata, mely 200°-os szöget ír le, a folyó mélysége itt több mint húsz méter.